# Женска ватерполо репрезентација Сједињених Америчких Држава
Женска ватерполо репрезентација Сједињених Америчких Држава представља Сједињене Америчке Државе на међународним такмичењима у ватерполу за жене. Репрезентација Сједињених Америчких Држава је најуспешнија женска ватерполо репретентације на свету. Једина је репрезентација која је освојила медаље на свим одржаним олимпијским турнирима у женском ватерполу до сада. Вишеструки је светски шампион, освајач Светског купа и Светске лиге као и Панамеричких игара.

## Резултати

### Летње олимпијске игре
- 2000 —  2. место
- 2004 —  3. место
- 2008 —  2. место
- 2012 —  Шампион
- 2016 —  Шампион
- 2020 —  Шампион
- 2024 — 4. место

### Олимпијски турнир
- 1996 — 7. место

### Светско првенство
- 1986 —  3. место
- 1991 —  3. место
- 1994 — 4. место
- 1998 — 8. место
- 2001 — 4. место
- 2003 —  Шампион
- 2005 —  2. место
- 2007 —  Шампион
- 2009 —  Шампион
- 2011 — 6. место
- 2013 — 5. место
- 2015 —  Шампион
- 2017 —  Шампион
- 2019 —  Шампион
- 2022 —  Шампион
- 2023 — 5. место
- 2024 —  Шампион

### Светска лига
- 2004 —  Шампион
- 2005 — 5. место
- 2006 —  Шампион
- 2007 —  Шампион
- 2008 —  2. место
- 2009 —  Шампион
- 2010 —  Шампион
- 2011 —  Шампион
- 2012 —  Шампион
- 2013 —  3. место
- 2014 —  Шампион
- 2015 —  Шампион
- 2016 —  Шампион
- 2017 —  Шампион
- 2018 —  Шампион
- 2019 —  Шампион
- 2020 —  Шампион

### Светски куп
- 1979 —  Шампион
- 1980 —  2. место
- 1981 — 4. место
- 1983 —  2. место
- 1984 —  2. место
- 1988 — 4. место
- 1989 —  2. место
- 1991 —  3. место
- 1993 — 5. место
- 1995 — 6. место
- 1997 — 7. место
- 1999 — 6. место
- 2002 —  2. место
- 2006 — 4. место
- 2010 —  Шампион
- 2014 —  Шампион
- 2018 —  Шампион